# Entorn integrat de desenvolupament
Un entorn integrat de desenvolupament o IDE (acrònim en anglès de integrated development environment), és una eina informàtica per al desenvolupament de programari de manera còmoda i ràpida. Així doncs és un entorn de desenvolupament que agrupa diferents funcions en un sol programa, habitualment: editor de codi, compilador, depurador i un programa de disseny d'interfície gràfica.
Els IDE estan dissenyats per maximitzar la productivitat del programador proporcionant components molt units amb interfícies d'usuari similars. Els IDE presenten un únic programa en què es porta a terme tot el desenvolupament. Generalment, aquest programa sol oferir moltes característiques per a la creació, modificació, compilació, implementació i depuració de programari. Això contrasta amb el desenvolupament de programari utilitzant eines no relacionades, com ara l'editor Vi, GNU Compiler Collection (GCC) o Make.
Un dels propòsits dels IDE és reduir la configuració necessària per reconstruir múltiples utilitats de desenvolupament, en comptes de proveir el mateix set de serveis com una unitat cohesiva. Reduint aquest temps d'ajustos, es pot incrementar la productivitat de desenvolupament, en casos on aprendre a fer servir un IDE és més ràpid que integrar manualment totes les eines per separat.
Una millor integració de tots els processos de desenvolupament fa possible millorar la productivitat en general, més que únicament ajudant amb els paràmetres de configuració. Per exemple, el codi pot ser contínuament armat, mentre és editat, preveient retroalimentació instantània, com quan hi ha errors de sintaxi. Això pot ajudar a aprendre un nou llenguatge de programació d'una manera més ràpida, així com les seves llibreries associades.
El principal avantatge és que facilita la tasca del programador, mentre que l'inconvenient més important és que pot provocar mals hàbits a l'hora de programar o provocar errors que a priori, començant de zero, no es produirien.

## Exemples d'IDE
Alguns IDE estan dedicats específicament a un llenguatge de programació, permetent que les característiques siguin el més properes al paradigma de programació d'aquest llenguatge. D'altra banda, hi ha molts IDE genèrics que donen suport a múltiples llenguatges. Alguns exemples d'IDE són:
- NetBeans
- Eclipse
- Delphi
- Lazarus
- KDevelop
- Turbo Pascal
- IDLE (Python)
- Spyder (programari)